# Liste des plus gros succès du box-office en Inde
Pour un article plus général, voir Box-office.
Cet article présente les films qui ont fait le plus grand nombre d’entrées en Inde.
Ne pas confondre le nombre d'entrées et les recettes engendrées.

## Liste des films indiens les plus lucratifs à l'international
La liste suivante montre les quinze films les plus vendus en Inde, qui comprennent des films dans toutes les langues indiennes (en 2017).
      *Cette couleur indique les films encore à l'affiche.
| Rang | Titre                                | Année | Studios/Productions                                             | Langue          | Recettes                           |
| ---- | ------------------------------------ | ----- | --------------------------------------------------------------- | --------------- | ---------------------------------- |
| 1    | Dangal                               | 2016  | Walt Disney Pictures Aamir Khan Productions UTV Motion Pictures | Hindi           | 7 410 000 000 ₹ (114,5 millions €) |
| 2    | La Légende de Baahubali - 2e partie  | 2017  | Arka Media Works                                                | Télougou Tamoul | 7 205 000 000 ₹ (107,2 millions €) |
| 3    | PK                                   | 2014  | Vinod Chopra Films/Rajkumar Hirani Films                        | Hindi           | 7 920 000 000 ₹ (94 millions €),   |
| 4    | La Légende de Baahubali - 1re partie | 2015  | Arka Media Works                                                | Télougou Tamoul | 6 500 000 000 ₹ (94 millions €)    |
| 5    | Bajrangi Bhaijaan                    | 2015  | Salman Khan Films/Kabir Khan Films                              | Hindi           | 6 260 000 000 ₹ (90,6 millions €)  |
| 6    | Dhoom 3                              | 2013  | Yash Raj Films                                                  | Hindi           | 6 000 000 000 ₹ (86,1 millions €)  |
| 7    | Sultan                               | 2016  | Yash Raj Films                                                  | Hindi           | 5 840 275 000 ₹ (84,8 millions €)  |
| 8    | Un trésor appelé Amour               | 2015  | Fox Star Studios/Rajshri Productions                            | Hindi           | 4 320 000 000 ₹ (59,1 millions €)  |
| 9    | Chennai Express                      | 2013  | Red Chillies Entertainment                                      | Hindi           | 4 230 000 000 ₹ (57,9 millions €)  |
| 10   | 3 Idiots                             | 2009  | Vinod Chopra Films                                              | Hindi           | 3 950 000 000 ₹ (54,1 millions €)  |
| 11   | Dilwale                              | 2015  | Red Chillies Entertainment/Rohit Shetty Productions             | Hindi           | 3 940 000 000 ₹ (53,9 millions €)  |
| 12   | Bajirao Mastani                      | 2015  | SLB Films                                                       | Hindi           | 3 580 200 000 ₹ (49 millions €)    |
| 13   | Kick                                 | 2014  | Nadiadwala Grandson Entertainment                               | Hindi           | 3 510 800 000 ₹ (48 millions €)    |
| 14   | Kabali                               | 2016  | V Creations                                                     | Tamoul          | 3 500 000 000 ₹ (47,9 millions €)  |
| 15   | Happy New Year                       | 2014  | Red Chillies Entertainment                                      | Hindi           | 3 450 260 000 ₹ (47,2 millions €)  |

## Liste des films indiens les plus lucratifs par année
| Rang | Année | Titre                                | Réalisateur           | Studios/Productions                                             | Langue          | Recettes                        |
| ---- | ----- | ------------------------------------ | --------------------- | --------------------------------------------------------------- | --------------- | ------------------------------- |
| 1    | 1990  | Dil                                  | Indra Kumar           | Maruti International                                            | Hindi           | 18 000 000 ₹ (2,7 millions €)   |
| 2    | 1991  | Saajan                               | Lawrence D'Souza      | Eros Entertainment                                              | Hindi           | 18 000 000 ₹ (2,7 millions €)   |
| 3    | 1992  | Beta                                 | Indra Kumar           | Maruti International                                            | Hindi           | 23 000 000 ₹ (3,4 millions €)   |
| 4    | 1993  | Aankhen                              | David Dhawan          | Chiragdeep International                                        | Hindi           | 25 000 000 ₹ (3,7 millions €)   |
| 5    | 1994  | Hum Aapke Hain Koun..!               | Sooraj R. Barjatya    | Rajshri Productions                                             | Hindi           | 12 796 000 ₹ (19 millions €)    |
| 6    | 1995  | Dilwale Dulhania Le Jayenge          | Aditya Chopra         | Yash Raj Films                                                  | Hindi           | 10 317 000 ₹ (15 millions €)    |
| 7    | 1996  | Raja Hindustani                      | Dharmesh Darshan      | Cineyug                                                         | Hindi           | 76 340 000 ₹ (11 millions €)    |
| 8    | 1997  | Dil To Pagal Hai                     | Yash Chopra           | Yash Raj Films                                                  | Hindi           | 71 870 000 ₹ (11 millions €)    |
| 9    | 1998  | Kuch Kuch Hota Hai                   | Karan Johar           | Dharma Productions                                              | Hindi           | 106 740 000 ₹ (16 millions €)   |
| 10   | 1999  | Hum Saath Saath Hain                 | Sooraj R. Barjatya    | Rajshri Productions                                             | Hindi           | 81 710 000 ₹ (12 millions €)    |
| 11   | 2000  | Mohabbatein                          | Aditya Chopra         | Yash Raj Films                                                  | Hindi           | 9 001 000 ₹ (13 millions €)     |
| 12   | 2001  | La Famille indienne                  | Karan Johar           | Dharma Productions                                              | Hindi           | 135 530 000 ₹ (20 millions €)   |
| 13   | 2002  | Devdas                               | Sanjay Leela Bhansali | Mega Bollywood Pvt.Ltd.                                         | Hindi           | 84 000 000 ₹ (12 millions €)    |
| 14   | 2003  | Kal Ho Naa Ho                        | Nikhil Advani         | Dharma Productions                                              | Hindi           | 8 609 000 ₹ (13 millions €)     |
| 15   | 2004  | Veer-Zaara                           | Yash Chopra           | Yash Raj Films                                                  | Hindi           | 9 764 000 ₹ (15 millions €)     |
| 16   | 2005  | No Entry                             | Anees Bazmee          | SK Film Entertainment                                           | Hindi           | 7 414 000 ₹ (11 millions €)     |
| 17   | 2006  | Dhoom 2                              | Sanjay Gadhvi         | Yash Raj Films                                                  | Hindi           | 1 513 900 000 ₹ (22 millions €) |
| 18   | 2007  | Om Shanti Om                         | Farah Khan            | Red Chillies Entertainment                                      | Hindi           | 1 498 700 000 ₹ (22 millions €) |
| 19   | 2008  | Dasavathaaram                        | K.S.Ravikumar         | Aascar Film Pvt. Ltd                                            | Tamoul          | 200 000 000 ₹ (30 millions €)   |
| 20   | 2009  | 3 Idiots                             | Rajkumar Hirani       | Vinod Chopra Films                                              | Hindi           | 3 909 000 ₹ (58 millions €)     |
| 21   | 2010  | Enthiran                             | S. Shankar            | Sun Pictures                                                    | Tamoul          | 289 000 000 ₹ (43 millions €)   |
| 22   | 2011  | Bodyguard                            | Siddique              | Reel Life Productions                                           | Hindi           | 23 439 000 ₹ (35 millions €)    |
| 23   | 2012  | Ek Tha Tiger                         | Kabir Khan            | Yash Raj Films                                                  | Hindi           | 30 831 000 ₹ (46 millions €)    |
| 24   | 2013  | Dhoom 3                              | Vijay Krishna Acharya | Yash Raj Films                                                  | Hindi           | 53 988 000 ₹ (80 millions €)    |
| 25   | 2014  | PK                                   | Rajkumar Hirani       | Vinod Chopra Films                                              | Hindi           | 74 298 000 ₹ (110 millions €)   |
| 26   | 2015  | La Légende de Baahubali - 1re partie | S. S. Rajamouli       | Arka Media Works                                                | Télougou Tamoul | 65 000 000 ₹ (97 millions €)    |
| 27   | 2016  | Dangal                               | Nitesh Tiwari         | Walt Disney Pictures Aamir Khan Productions UTV Motion Pictures | Hindi           | 72 114 000 ₹ (110 millions €)   |
| 28   | 2017  | Raees                                | Rahul Dholakia        | Red Chillies Entertainment/Excel Entertainment                  | Hindi           | 25 942 000 ₹ (39 millions €)    |